# Harrison Township (Michigan)
Pour les articles homonymes, voir Harrison Township.
Harrison Township est située dans l’état américain du Michigan, sur la rive de lac Sainte-Claire. Il est une banlieue de Détroit, dans le comté de Macomb. Selon le recensement de 2010, sa population est de 24 587 habitants.
Metro Beach, une plage très populaire sur le lac Sainte-Claire, est située dans Harrison Township.